# Hersilia kinabaluensis
Espèce
Hersilia kinabaluensis est une espèce d'araignées aranéomorphes de la famille des Hersiliidae.

## Distribution
Cette espèce est endémique du Sabah en Malaisie à Bornéo. Elle se rencontre sur le mont Kinabalu à 1 550 m d'altitude.

## Description
Le mâle holotype mesure 3,9 mm et la femelle 4,2 mm.

## Étymologie
Son nom d'espèce, composé de kinabalu et du suffixe latin -ensis, « qui vit dans, qui habite », lui a été donné en référence au lieu de sa découverte, le mont Kinabalu.

## Publication originale
- Baehr & Baehr, 1993 : The Hersiliidae of the Oriental Region including New Guinea. Taxonomy, phylogeny, zoogeography (Arachnida, Araneae). Spixiana Supplement, vol. 19, p. 1-96 (texte intégral).